# Đấu phá thương khung
Đấu phá thương khung (tiếng Trung: 斗破苍穹; bính âm: Dòupò Cāngqióng; nghĩa đen 'Fight Through The Sky') là một bộ phim truyền hình Trung Quốc năm 2018, được chuyển thể từ tiểu thuyết cùng tên của nhà văn Thiên Tàm Thổ Đậu (天蚕土豆). Phim có sự tham gia của Ngô Lỗi, Lâm Duẫn, Trần Sở Hà, Lý Thấm, Tân Chỉ Lôi và Lưu Mỹ Đồng. Bộ phim được phát sóng trên đài truyền hình Hồ Nam (Hồ Nam TV) từ ngày 3 tháng 9 năm 2018 đến ngày 25 tháng 10 năm 2018.